# Tavnik
Tavnik (en serbe cyrillique : Тавник) est une localité de Serbie située sur le territoire de la ville de Kraljevo, district de Raška. Au recensement de 2011, elle comptait 1 125 habitants.
Tavnik est officiellement classé parmi les villages de Serbie.

## Démographie
| 1948  | 1953  | 1961  | 1971  | 1981  | 1991  | 2002  | 2011  |
| ----- | ----- | ----- | ----- | ----- | ----- | ----- | ----- |
| 1 666 | 1 697 | 1 731 | 1 637 | 1 552 | 1 394 | 1 271 | 1 125 |

|  |